# Heavysaurus – Ein rockiges Steinzeit-Abenteuer
Heavysaurus – Ein rockiges Steinzeit-Abenteuer (Originaltitel Hevisaurus-elokuva) ist ein finnischer Kinderfilm aus dem Jahr 2015, der auf den Figuren der Heavy-Metal-Band Hevisaurus (deutsch Heavysaurus) basiert. Der Kinostart im Heimatland erfolgte am 27. November 2015.

## Handlung
Die Existenz der Heavysaurier wird zu Beginn damit erklärt, dass eine Hexe eine mit elektrischer Energie aus einem Blitz betriebene Gitarre spielt und damit eine Wand in ihrer Höhle einreißt, hinter der sich fünf Eier verbergen. Aus vier von ihnen schlüpfen daraufhin drei Dinos und ein Drache. Nur das Ei, aus dem später der weibliche Dino Milli Pilli schlüpft, regt sich noch nicht. Wie sich schnell zeigt, haben die vier „Kinder“ der Hexe nur zwei Interessen – Heavy-Metal-Musik und Essen. Als ganz in der Nähe Sprengarbeiten stattfinden, verlässt die Hexe zur Erkundung die Höhle und gibt dem Quartett den Auftrag, sich gemeinsam mit dem letzten Ei auf die Suche nach einem neuen Zuhause zu machen, wenn sie nach einer bestimmten Zeitspanne nicht zurück ist.
Die Dinos und der Drache irren mit dem Ei durch einen Wald und stoßen dabei an einem See auf das Lager des 10-jährigen Toni, der aufgrund seiner schnell auftretenden Seekrankheit nicht an einem Bootsausflug seiner Klasse teilnimmt. Später lässt Toni die Dinos und den Drachen im Seehaus seiner Eltern unterkommen. Von dort aus geraten sie aber in Gefangenschaft, um von dem Geschäftsmann Maxim als Attraktion für seinen Freizeitpark gekauft zu werden. Toni und seiner Klassenkameradin Suvi gelingt jedoch die Rettung der vier und ihrer zwischenzeitlich geschlüpften Schwester. Am Ende gibt es ein Konzert, bei dem das Quintett vor begeisterten Kindern auf einer Bühne rockt.

## Produktion
Heavysaurus ist ein von Solar Films produzierter, teilweise animierter Realfilm, in dem die Ausdrücke der Dinosaurierfiguren zum Leben erweckt werden. Die Dreharbeiten fanden im Spätsommer 2014 in Helsinki statt. Die steifen, ausdruckslosen Masken, welche die Musiker bei den Konzerten tragen, wurden im Film mithilfe eines Computers zum Leben erweckt. Das Unternehmen Talvi Digital hat dafür den Winter 2014/15 daran gearbeitet, den Dinosauriern Gesichtsausdrücke, Augen und Mundbewegungen zu verleihen. Für die Dreharbeiten erhielten die Dinos und der Drache zudem neue, über 20 Kilogramm schwere Anzüge, da ie leichteren Kostüme von den Rockkonzerten nicht für Nahaufnahmen geeignet waren. Das Budget des Films beträgt 1,6 Millionen Euro. Cameo-Auftritte in dem Film haben unter anderem Jari Mäenpää und Teemu Mäntysaari von Wintersun sowie Timo Kotipelto von Stratovarius. Auch die Popsängerin Hanna Pakarinen ist als Ladenverkäuferin in den Film eingebunden. Die deutsche Synchronfassung erschien 2019 bei Lighthouse Home Entertainment.

## Synchronisation
Die Synchronisation übernahm das Synchronstudio Basement-Orange-Studios aus Hamburg. Das Dialogbuch stammt von Stephan Harms, der auch die Dialogregie führte.
| Darsteller      | Deutscher Sprecher | Rollenname  |
| --------------- | ------------------ | ----------- |
| Miila Virtanen  | Patricia Faltin    | Milli Pilli |
| Timo Kahilainen | Stefan Brönneke    | Mökö        |
| Sanna Stellan   | Sonja Szylowicki   | Raisa       |
| Milo Snellman   | Lino Kelian        | Toni        |

## Rezeption
Für das finnische Online-Medium Episodi konstatierte Jouni Vikman ein aus seiner Sicht „dünnes Drehbuch“ und „peinliche Zitate aus Spinal Tap“. Statt eines Spielfilms hätte er lieber einen Film mit Spinal Tap als Vorbild gesehen, der die Dinos azf Tour schickt, viele wahre Geschichten in kindergerechten Versionen erzählt und auch mit Heavysaurus-Konzerten für Spaß sorgt.